# Burg Sassenberg
Die abgegangene Burg Sassenberg war eine Landesburg des Hochstifts Münster in Sassenberg im Kreis Warendorf in Nordrhein-Westfalen. Sie wurde später zum Schloss ausgebaut. Große Teile wurden im 19. Jahrhundert abgerissen, andere gewerblich genutzt.

## Geschichte
Im Bereich des Burggeländes existierten Reste einer Turmhügelburg, was auf ein hohes Alter der Anlage schließen lässt. Die Motte war noch bis in die Neuzeit sichtbar. Allerdings liegt die frühe Geschichte bis ins 14. Jahrhundert weitgehend im Dunkeln. Nach Angaben von Geschichtsschreibern des 16. Jahrhunderts soll eine Wallburg von Lothar von Süpplingenburg anlässlich seines Kriegszuges gegen Bischof Burchard von Münster 1121 ausgebaut worden sein. Danach soll Lothar die Burg an Bernhard I. zur Lippe übergeben haben. Unbelegt ist ebenso, dass nach der Niederlage Heinrichs des Löwen und seines Anhängers Bernhard II. zur Lippe die Burg an Münster gekommen ist.
Unter Bischof Everhard von Diest wurde Sassenberg erstmals 1305 urkundlich erwähnt. Die Burg diente als Schutzburg gegen angrenzende Herren sowie als Jagdsitz der Bischöfe. Um 1334 bestand die Burg aus einer Haupt- und Vorburg. Auch existierte eine zwischen 1313 und 1376 erbaute Burgkapelle, die auch als Pfarrkirche diente. Die Anlage war auf mehreren Inseln erbaut und durch Gräften, von dem Fluss  Hessel gespeist, umgeben. Auf einer dieser Insel lagen die Burgmannshöfe. Um 1400 gab es davon vierzehn. Die meisten verschwanden als die Burg an Bedeutung verlor. Teilweise wurden die Höfe an nichtadelige Besitzer verkauft. Die Burg wurde Amtssitz des vormaligen Drosten von Warendorf. Der Drost des Amtes Sassenberg hatte seinen Sitz im alten Burghaus, das nach 1797 abgerissen wurde.
Fürstbischof Christoph Bernhard von Galen ließ die Burg erweitern. Ein Fürstengarten wurde angelegt. An der Landstraße wurden Siedler ansässig sowie auch ein neuer Drostenhof gebaut. Im Bereich des Fürstengartens befinden sich die Schachblumenwiesen, eines der wenigen Gebiete in Deutschland, in dem noch die streng geschützte Schachblume vorkommt.
Nach 1670 wurde eine Pfarrkirche gebaut, was den eigentlichen Beginn der heutigen Stadt Sassenberg markiert. Zu dieser Zeit fanden auf Sassenberg Treffen mit Fürsten wie Kurfürst Friedrich Wilhelm von Brandenburg statt.
Fürstbischof Friedrich Christian von Plettenberg wollte an Stelle der Burg ein großes Schloss errichten. Er ließ die Vorburg mit den Burgmannshäusern sowie die Burgkapelle abbrechen. Ab 1698 gestaltete Baumeister Ambrosius von Oelde die Vorburg völlig neu im Stil des Barock. Das Mittelgebäude war nunmehr 90 Meter lang. Hinzu kamen zwei Seitenflügel mit einer Länge von 47 Metern.
Nach seiner Wahl nahm Clemens August von Bayern in dem neuen Bau seine Wohnung. Er weilte dort bis 1723 fast ständig. Das Innere seines Appartements gestaltete Gottfried Laurenz Pictorius und der Bonner Hoftapezierer Rossignolt neu. Auch im Park ließ Clemens August stark verändern. Es wurden ein Ballhaus und eine Orangerie angelegt. Im Park wurden Steinbüsten römischer Kaiser aufgestellt.
Die alte Hauptburg wurde teilweise 1787 abgerissen. Der Rest folgte nach 1815. Der Park verwilderte. In der Vorburg wurde eine Kammgarnspinnerei und Färberei eingerichtet. In der Mitte des 19. Jahrhunderts wurden die Bauten stark verändert.